# Karzeł Małej Niedźwiedzicy
Karzeł Małej Niedźwiedzicy (UGC 9749, ang. Ursa Minor Dwarf, w skrócie UMi Dwarf) – karłowata galaktyka sferoidalna w gwiazdozbiorze Małej Niedźwiedzicy. Jest jedną z małych galaktyk satelitarnych Drogi Mlecznej.
UGC 9749 odkrył w 1954 roku pracujący w Obserwatorium Lowella astronom Albert Wilson na zdjęciach wykonanych na początku 1954 w ramach programu Palomar Observatory Sky Survey (POSS). Oprócz niej Wilson odnalazł również karłowatą galaktykę UGC 10822 leżącą w konstelacji Smoka.
Galaktyka znajduje się w odległości około 200 (±30) tys. lat świetlnych od Ziemi i zbliża się z prędkością około 247 (±1) km/s.
UGC 9749 zawiera gwiazdy starej populacji. Prawdopodobnie procesy gwiazdotwórcze nie zachodzą w niej lub są bardzo rzadkie. W 2007 w świetle jednej z gwiazd galaktyki, COS82, odkryto linie widmowe toru. Był to pierwszy przypadek odkrycia tego pierwiastka poza Drogą Mleczną.